# Tomislav Kocijan
Tomislav Kocijan (* 21. November 1967 in Varaždin) ist ein ehemaliger österreichischer Fußballnationalspieler kroatischer Herkunft und aktueller Fußballtrainer.

## Karriere
Kocijan begann seine Karriere bei NK Varteks in Kroatien. Seine erste Station in Österreich war der Favoritner AC in Wien. Über SK Vorwärts Steyr in Oberösterreich wechselte er weiter zu SV Austria Salzburg, wo er zweifacher österreichischer Meister wurde. Sein nächster Verein war der SK Sturm Graz, wo er ebenfalls Meister wurde und zur erfolgreichen Champions-League-Elf der Grazer zählte. Sein letzter Profiverein war LASK Linz. Nach dem Jahr in Linz ging er in die steirische Landesliga zu TuS Arnfels. Nach der Auflösung des Vereines spielte er in der Regionalliga Mitte beim SK St. Andrä im Lavanttal. Im Jänner 2006 wechselte er zum späteren Meister der Oberliga Mitte West Deutschlandsberger SC. Im Frühjahr 2007 spielte er beim ESV St. Michael in der 1. Klasse Mur/Mürz B. Von Mai 2007 bis Sommer 2009 war er Trainer des südsteirischen Traditionsvereins SVL Flavia Solva.

## Nationalmannschaft
Tomislav Kocijan absolvierte vier Länderspiele für die österreichische Fußballnationalmannschaft und erzielte dabei ein Tor. Es war dies bei seinem Debüt am 1. September 2000 im Wiener Ernst-Happel-Stadion beim 5:1 im Freundschaftsspiel gegen die Nationalmannschaft des Iran, wobei er in der 44. Spielminute den Treffer zum 2:1 schoss (Quelle: Internetseite „Fußball in Österreich“, Länderspiele 2000/01).

## Trainer
Mit 1. Juni 2007 begann seine Trainerkarriere beim SV Leibnitz Flavia Solva, vorerst als Spielertrainer; am 30. Juni 2009 schied er aus dem Klub aus. Einer gerade einmal anderthalb Monate dauernden Tätigkeit bei seinem Heimatklub NK Varaždin (30. August – 15. Oktober 2011) folgten weitere nur kurzfristige Engagements beim SV Allerheiligen in der Steiermark (25. September – 4. Dezember 2013) und beim SV Güssing im Burgenland (1. Juli – 30. November 2014) (Quelle: „transfermarkt.at“).

## Sonstiges
Mit insgesamt 24 Einsätzen ist er hinter David Alaba Österreichs Spieler mit den zweitmeisten Einsätzen in der Champions League. (Stand Oktober 2013) 